# 埃登 (紐約州普查規定居民點)
埃登（英語：Eden）是位於美國紐約州伊利縣的普查規定居民點。

## 人口
根據2020年美國人口普查的數據，埃登的面積為14.49平方千米，皆為陸地。當地共有人口3346人，而人口密度為每平方千米230.92人。